# Trackshittaz
Trackshittaz is een Oostenrijkse muziekgroep.

## Biografie
De band werd in 2010 opgericht in Mühlviertel. In 2011 besloot het duo deel te nemen aan de Oostenrijkse preselectie voor het Eurovisiesongfestival van dat jaar. Met het nummer Oida Taunz eindigde Trackshittaz op de tweede plaats. In 2012 namen de twee vrienden opnieuw deel aan de Oostenrijkse preselectie. Ditmaal werd wel gewonnen, met het nummer Woki mit deim Popo. Trackshittaz nam hiermee deel aan het Eurovisiesongfestival 2012, dat gehouden werd in de Azerbeidzjaanse hoofdstad Bakoe. Het duo kwam niet verder dan de halve finale, waar ze achttiende en zo laatste werden.
Lukas Plöchl, een van de twee rappers van de groep, nam in het najaar en winter van 2010/2011 solo deel aan de talentenjacht 'Helden Von Morgen' van de televisiezender ORF Eins. Hij haalde de finale maar werd 2e, na winnares Cornelia Mooswalder.
In 2015 is de band opgeheven.